# الدين في العصر الحجري القديم

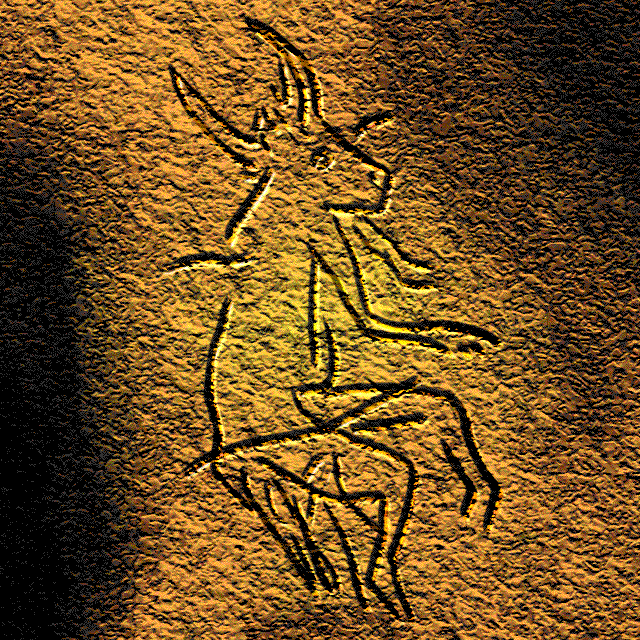

الديانات في العصر الحجري القديم هي مجموعة من المعتقدات الروحية التي يُفترض أنها ظهرت في فترة العصر الحجري. يعتقد عالما مستحاثات البشر أندريه ليروي-غورهان وأنيت مايكلسون أن السلوك الديني ظهر في العصر الحجري القديم العلوي، قبل 30000 سنة، لكن يعود أصل السلوكيات مثل مراسم التشييع التي من الممكن أن يضفي البعض عليها صفة دينية –أو اعتبارها بأنها أساس للسلوك الديني– إلى العصر الحجري القديم الأوسط، أي منذ حوالي 300000 سنة، بالتزامن مع أول ظهور لإنسان نياندرتال وإنسان ناليدي.
توجد حالات مُقترحة حول ظهور التجربة الدينية أو الروحية الأولى في العصر الحجري القديم السفلي (أقدم بكثير من 300000 سنة، في مرحلة ما قبل الإنسان العاقل)، لكن ما تزال هذه الحالات محط جدال وتلقى دعمًا محدودًا.

## العصر الحجري القديم الأوسط
تمتد فترة العصر الحجري القديم الأوسط من 300000 وحتى 50000 سنة مضت. يعود تاريخ بعض أهم الأدلة الأولى على الممارسات الدينية إلى تلك الفترة. من الممكن أن يكون الدفن المتعمد، المصحوب بمرافقات جنائزية على وجه الخصوص، أحد أقدم الممارسات الدينية المُكتشفة، وكما يفترض فيليب ليبرمان، من الممكن أن يشير إلى «الاهتمام بالأموات الذي يتجاوز الحياة اليومية».
تقترح الأدلة أن إنسان النياندرتال كان أول من دفن الموتى عن سابق إصرار وتصميم، كانوا يُدفنون في قبور سطحية مع أغراض حجرية وعظام حيوانية. من بين المواقع النموذجية كهف شاندر في العراق، ومغارة كبارة في فلسطين، ومدينة كرابينا في كرواتيا. على أي حال، يناقش العلماء فكرة أنه من الممكن أن يكون تم التخلص من هذه الأجساد لأسباب غير دينية. من الممكن أن توحي علامات القص الموجودة على عظام النياندرتال من مواقع مختلفة مثل كومب غرينال وآبري مولا في فرنسا أن إنسان النياندرتال كان يقوم بعملية الاجتلام.
وبالمثل، يفترض عدد من علماء الآثار أنه من الممكن أن تكون المجتمعات في فترة العصر الحجري القديم الأوسط –مثل مجتمعات إنسان النياندرتال– مارست الشكل القديم من الطوطم أو عبادة الحيوان بالإضافة إلى دفن الموتي (الذي يُفترض أنه مرتبط بالدين). يقترح إيميل باكلر على وجه الخصوص (اعتمادًا على دليل أثري من كهوف العصر الحجري القديم الأوسط) وجود أعداد كبير من إنسان النياندرتال تعبد الدب. ويحتمل أن جذور عبادة الحيوانات في فترة العصر الحجري القديم العلوي –عبادة الدب مثلًا– تعود إلى فترة العصر الحجري القديم الأوسط. تزامنت عبادة الحيوان أثناء فترة العصر الحجري القديم العلوي مع طقوس صيد. على سبيل المثال، تكشف الأدلة الأثرية من بقايا فنية وبقايا دببة أن عبادة الدببة تضمنت نوعًا من طقوس التضحية بالدببة، إذ كان يجري إطلاق سهم على أحد الدببة، ومن ثم يتم قتله بسهم في رئتيه، ويُدفن بشكل شعائري قرب تمثال دب طيني مُغطى بفرو دب، وتُدفن جمجمة الدب وجسده في مكانين مختلفين.
يعود تاريخ دفن البشر المؤكد إلى 100000 سنة مضت. اكتُشفت بقايا هياكل عظمية بشرية ملطخة بحجارة المغرة الحمراء في كهوف السخول والقفزة في إسرائيل. وجدت العديد من المرافقات الجنائزية في ذلك الموقع، من بينها فك سفلي لخنزير بري بين ذراعي أحد الهياكل العظمية. من الممكن أن يكون السكان العاقلين (على العكس من إنسان النياندرتال) للشرق الأدنى في تلك الفترة اخترعوا هذا الشكل من الدفن الشعائري.